# 울릉도
울릉도(鬱陵島)는 경상북도 울릉군의 본섬으로, 대한민국에서 9번째로 넓은 섬이다. 면적은 72.86km2이고, 인구는 약 9,000명이다.
이 섬은 동해의 바다 가운데에 위치한 화산섬으로, 섬의 중북부에 칼데라인 나리 분지가 있으며, 마지막 화산 폭발은 약 5천 년 전에 있었다. 육지에서 가장 가까운 곳은 직선 거리로 130.3km로 떨어져 있는 경상북도 울진군 죽변면 죽변곶이며, 독도와는 87.4km 떨어져 있다. 뱃길로 포항시에서 217km로 3시간 반이 걸리며, 동해시 묵호항에서는 170km로 2시간 50분이 걸린다.
조선 시대에는 지리적으로 가까운 강원도 삼척, 울진에 속했으나, 1914년부터 경상북도에 속한 후에는 정치, 경제, 사회적으로 포항시의 생활권에 속한다.

## 역사

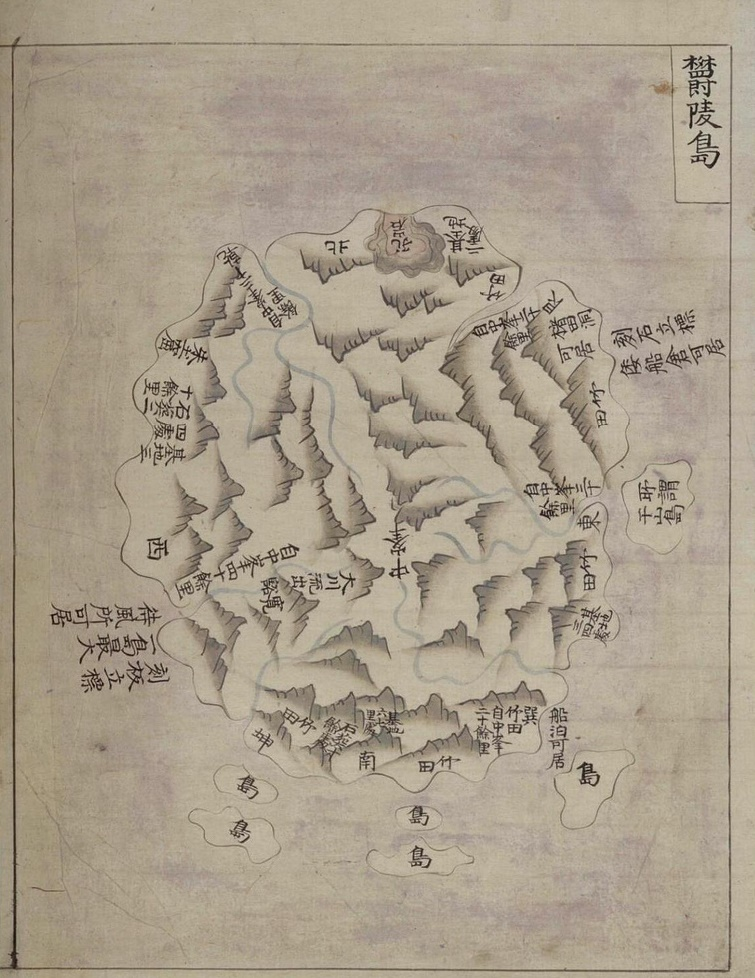
울릉도 (18세기의 지도)

### 청동기 시대 인류
현포, 남서, 저동리에서는 고인돌, 무문토기 등 청동기 시대의 유물이 발굴되어 당시에도 사람이 살았다는 사실을 알 수 있다.

### 우산국
삼국사기와 삼국유사에 따르면, 신라 시대에 우산국이라 불렀는데, 512년(지증왕 13년) 6월 하슬라주의 군주 이사부가 우산국을 정벌했다. 이후 고려 때까지 조공 관계가 계속되다가 11세기 초에 여진으로부터 침구(侵寇)를 받은 우산국 사람들이 본토로 도망 오고부터 울릉도는 고려의 직할 구역이 되었다.
1407년(태종 7년) 3월 쓰시마 도주는 사신을 파견해 토산물을 헌납하고 납치해 간 포로를 송환하면서 울릉도에 쓰시마 사람을 이주시키어 살게 해서 쓰시마 도주가 다스리게 해 줄 것을 청원했으나, 조선 태종은 이를 거절했다.

### 조선 초기 무인도화
조선 초기 왜구의 노략과 탈세를 막기 위한다는 명목으로 1416년(태종 16년) 조정은 섬의 주민들을 본토로 이주시키는 공도 정책(空島政策)을 실시하였다. 이듬해 무릉도(武陵島, 울릉도)의 주민 3명을 이주시킨 후 여러 차례 무릉도 일대의 주민을 조선 본토로 이주시켰다. 조선 세종 때에 도망한 사람들을 벌한 기록이 다수 남아 있다.
세종실록지리지에는 "우산과 무릉 두 섬이 울진현의 정동쪽 바다 가운데 있다. [두 섬이 서로 거리가 멀지 않아 날씨가 맑으면 바라볼 수 있다. 신라 때에 우산국, 다른 이름으로는 울릉도라 불렀다.]"라고 기록되어 있고, 지봉유설에는 "임진왜란 이후 사람들이 들어가본 일이 있으나, 역시 왜의 분탕질을 당하여 정착하지 못하였다. 근자에 들으니 왜노가 기죽도를 점거했다 하는데, 기죽도라고 혹 말하는 것은 곧 울릉도이다."라고 기록되어 있다.

### 조선 중기 일본인의 어로 조업
1614년(광해군 6년) 6월 쓰시마 도주는 서계를 통해 도쿠가와 이에야스의 명령으로 울릉도를 둘러봐야 하니 길안내를 해달라는 부탁을 했다. 조정은 이를 거절하고 경상감사와 동래부사에게 울릉도의 일본인 왕래를 금지하도록 지시했다. 1618년 도쿠가와 막부는 오타니 집안과 무라카와 집안에게 울릉도 도해 면허를 내어 줬다. 그 집안 사람은 울릉도와 일본을 왔다 가며 조업했다.

### 조선 후기 수토 정책
1692년 3월 무라카와 집안이 울릉도로 갔을 때 조선 사람들이 무라카와의 도구로 전복을 잡고 있는 것을 보았다. 그들은 조선인에게 나가라고 말하려 했지만 말이 통하지 않았다. 일본 사람의 수가 적었기 때문에 그들은 일본으로 돌아가 막부에 도움을 청했지만 막부는 “저쪽이 잘못을 깨닫고 철수할 것이다”라는 답변뿐 실질적인 도움을 주지 않았다. 이후 안용복 문제 등 충돌이 생기고 나서 막부도 1696년 일본인에게 울릉도 도해를 금지했다.
1787년 프랑스의 라페루즈 탐험대는 울릉도를 최초로 실측하여 '다줄레(Dagelet)'라는 명칭으로 지도에 포함시켰다.
고종 21년(1884년), 임금의 명에 따라 울릉도를 개척하였다.
1896년 8월 28일 러시아 제국과 조선 왕조는 의정서를 체결 울릉도의 삼림 벌채 및 식재에 관한 특허를 러시아의 율리 이바노비치 브리네르(Юлий Иванович Бринер)가 설립 한 '조선목상회사 （朝鮮木商会社)"에 줌.

### 해양보호 해역
2014년 12월 29일 울릉도 주변해역을 해양보호구역으로 지정하였다.

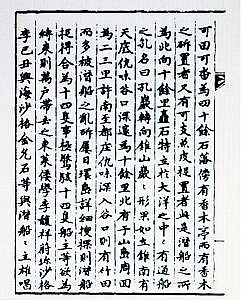
《일성록》(서울대학교규장각)1807, "울릉도"
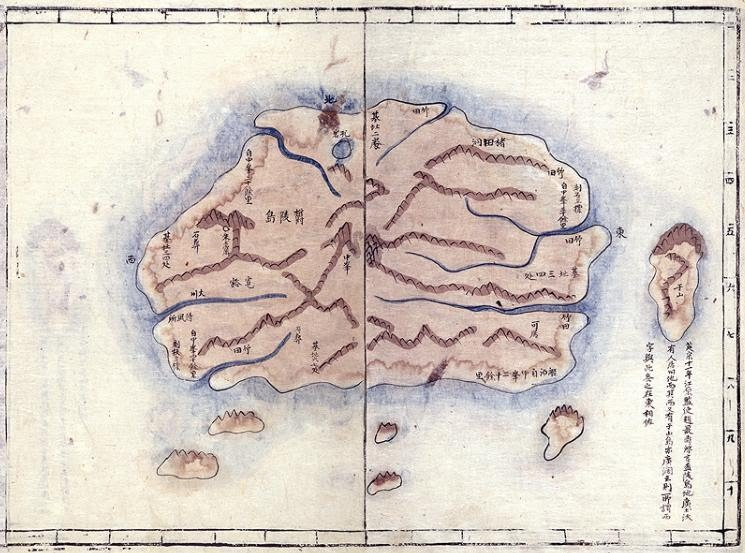
대동여지도 필사본

## 지리
울릉도는 독도와 함께 신생대 제3기에서 제4기 사이에 해저로부터 솟아난 해산(海山)이며, 섬 부분은 산의 봉우리 부근이다. 신생대 제3기와 제4기에 있었던 화산활동으로 만들어진 종상화산의 정상부로, 조면암·안산암·현무암으로구성되어 있다. 화산암의 마그마 발생 심도는 300 km 이상으로 추정된다. 열점 화산활동에 의해 이사부 해산, 심흥택 해산, 독도, 안용복 해산과 함께 울릉도도 생성되었다. 독도의 생성기는 460~250만년전으로, 울릉도는 250만년~5천년전으로 추정된다.
섬 중앙에는 성인봉이 있다. 섬의 북부에는 유일한 평지인 나리 분지가 있다. 나리 분지는 화산의 분화구에 생긴 칼데라로 천지나 백록담처럼 호수가 만들어졌으나 이후 물은 모두 배수되고 호수 바닥에 돌덩이과 흙먼지가 차곡차곡 쌓인 토양이 나리 분지를 형성하였다. 울릉군은 주도인 울릉도 외에도 부속 도인 관음도, 죽도 및 여러 개의 암도를 동반하고 있다.
식물군으로는 너도밤나무·섬잣나무·솔송나무 등 650여 종이, 동물군으로는 흑비둘기 등 50여 종의 조류, 340여 종의 곤충류가 서식하고 있다.
2002년 경상북도는 환경부에 ‘울릉도·독도 해상국립공원’ 지정을 건의했으나, 주민들의 반대로 취소되었다.

### 산지
백두화 산맥이 남동쪽으로 길게 뻗어 동해상에 울릉도를 솟게 하고, 그 여세를 몰아 동남 해상에 독도를 비롯한 많은 화산을 분출시켰다. 울릉도 중앙부에는 주봉인 성인봉(984 m)이 솟아 있고, 그 서쪽으로는 미륵산(901 m)·초봉(608 m)·형제봉(712 m)·향목령(297 m), 동쪽으로는 관모봉(586 m)·망향봉(317 m) 등이 잇따라 있어 지붕을 이룬다.
성인봉을 중심으로 남쪽으로 가두봉(194 m), 동북으로 두루봉에 이르는 능선이 사방으로 뻗어 있고, 산맥 사이에는 깊은 침식곡이 발달하여 자연적인 행정 경계를 이룬다. 섬의 북서부 사면에 있는 나리분지는 동남부·서남부가 높이 500 m 안팎의 단애에 둘러싸이고 북부가 200 m 이하의 낮은 산지로 막혀 있는 울릉도의 유일한 평야이다.
이 분지는 성인봉의 칼데라 화구가 삼각형 모양으로 함몰해 형성된 것이다. 그 화구에는 2차로 분출된 화산이 중앙화구인 알봉(538 m)을 만들어 결과적으로 이중화산을 형성하였다. 그러므로 성인봉을 비롯한 동남부와 서남부의 높은 단애들은 이 화산의 외륜산에 해당한다.

### 해안선
울릉군의 근해는 동한 난류와 한류가 교차하는 조경수역이므로 회유성 어족이 모여들어 좋은 어장을 이룬다. 그러나 길이 56.5 km의 해안선은 대부분 단조롭고 높은 절벽을 이루며, 특히 서남과 동남 해안은 90m 높이의 절벽으로 천연의 양항 발달이 어렵다.

### 기후
해류의 영향을 많이 받는 전형적인 해양성 기후로 연평균 강수량이 1480 mm 정도이며, 연 평균 기온은 12.7 °C, 8월 평균 기온은 23.8 °C, 1월 평균 기온은 1.7 °C이다. 연평균 풍속은 4.0m/s로 동해상에 고기압이 발달하는 늦봄과 장마전선이 형성되는 초여름에 북동풍이 우세하고, 겨울철에는 북서풍이 주로 발생한다. 특히 울릉도는 대한민국의 다설지역으로 연평균 강설 일수가 55.9일이다.
| 울릉도기상관측소 (울릉군 울릉읍 도동리, 해발 221.14m)의 기후 | 울릉도기상관측소 (울릉군 울릉읍 도동리, 해발 221.14m)의 기후 | 울릉도기상관측소 (울릉군 울릉읍 도동리, 해발 221.14m)의 기후 | 울릉도기상관측소 (울릉군 울릉읍 도동리, 해발 221.14m)의 기후 | 울릉도기상관측소 (울릉군 울릉읍 도동리, 해발 221.14m)의 기후 | 울릉도기상관측소 (울릉군 울릉읍 도동리, 해발 221.14m)의 기후 | 울릉도기상관측소 (울릉군 울릉읍 도동리, 해발 221.14m)의 기후 | 울릉도기상관측소 (울릉군 울릉읍 도동리, 해발 221.14m)의 기후 | 울릉도기상관측소 (울릉군 울릉읍 도동리, 해발 221.14m)의 기후 | 울릉도기상관측소 (울릉군 울릉읍 도동리, 해발 221.14m)의 기후 | 울릉도기상관측소 (울릉군 울릉읍 도동리, 해발 221.14m)의 기후 | 울릉도기상관측소 (울릉군 울릉읍 도동리, 해발 221.14m)의 기후 | 울릉도기상관측소 (울릉군 울릉읍 도동리, 해발 221.14m)의 기후 | 울릉도기상관측소 (울릉군 울릉읍 도동리, 해발 221.14m)의 기후 |
| 월                                                           | 1월                                                          | 2월                                                          | 3월                                                          | 4월                                                          | 5월                                                          | 6월                                                          | 7월                                                          | 8월                                                          | 9월                                                          | 10월                                                         | 11월                                                         | 12월                                                         | 연간                                                         |
| ------------------------------------------------------------ | ------------------------------------------------------------ | ------------------------------------------------------------ | ------------------------------------------------------------ | ------------------------------------------------------------ | ------------------------------------------------------------ | ------------------------------------------------------------ | ------------------------------------------------------------ | ------------------------------------------------------------ | ------------------------------------------------------------ | ------------------------------------------------------------ | ------------------------------------------------------------ | ------------------------------------------------------------ | ------------------------------------------------------------ |
| 역대 최고 기온 °C (°F)                                       | 14.9 (58.8)                                                  | 19.2 (66.6)                                                  | 21.8 (71.2)                                                  | 26.1 (79.0)                                                  | 30.8 (87.4)                                                  | 32.2 (90.0)                                                  | 34.6 (94.3)                                                  | 34.6 (94.3)                                                  | 32.4 (90.3)                                                  | 27.2 (81.0)                                                  | 23.2 (73.8)                                                  | 18.6 (65.5)                                                  | 34.6 (94.3)                                                  |
| 일평균 최고 기온 °C (°F)                                     | 4.4 (39.9)                                                   | 5.6 (42.1)                                                   | 9.6 (49.3)                                                   | 15.1 (59.2)                                                  | 19.7 (67.5)                                                  | 22.5 (72.5)                                                  | 25.5 (77.9)                                                  | 26.9 (80.4)                                                  | 23.2 (73.8)                                                  | 18.8 (65.8)                                                  | 13.2 (55.8)                                                  | 7.2 (45.0)                                                   | 16.0 (60.8)                                                  |
| 일일 평균 기온 °C (°F)                                       | 1.7 (35.1)                                                   | 2.5 (36.5)                                                   | 5.8 (42.4)                                                   | 11.1 (52.0)                                                  | 15.8 (60.4)                                                  | 19.1 (66.4)                                                  | 22.7 (72.9)                                                  | 23.8 (74.8)                                                  | 20.0 (68.0)                                                  | 15.4 (59.7)                                                  | 9.9 (49.8)                                                   | 4.3 (39.7)                                                   | 12.7 (54.9)                                                  |
| 일평균 최저 기온 °C (°F)                                     | −0.5 (31.1)                                                  | 0.0 (32.0)                                                   | 2.9 (37.2)                                                   | 7.8 (46.0)                                                   | 12.5 (54.5)                                                  | 16.5 (61.7)                                                  | 20.5 (68.9)                                                  | 21.7 (71.1)                                                  | 17.7 (63.9)                                                  | 13.0 (55.4)                                                  | 7.4 (45.3)                                                   | 1.9 (35.4)                                                   | 10.1 (50.2)                                                  |
| 역대 최저 기온 °C (°F)                                       | −11.6 (11.1)                                                 | −13.6 (7.5)                                                  | −9.9 (14.2)                                                  | −2.7 (27.1)                                                  | 3.8 (38.8)                                                   | 7.0 (44.6)                                                   | 12.5 (54.5)                                                  | 14.7 (58.5)                                                  | 8.9 (48.0)                                                   | 0.7 (33.3)                                                   | −5.9 (21.4)                                                  | −9.6 (14.7)                                                  | −13.6 (7.5)                                                  |
| 평균 강수량 mm (인치)                                        | 117.4 (4.62)                                                 | 91.3 (3.59)                                                  | 76.4 (3.01)                                                  | 97.8 (3.85)                                                  | 108.5 (4.27)                                                 | 116.8 (4.60)                                                 | 175.0 (6.89)                                                 | 176.7 (6.96)                                                 | 173.6 (6.83)                                                 | 100.9 (3.97)                                                 | 116.9 (4.60)                                                 | 129.3 (5.09)                                                 | 1,480.6 (58.29)                                              |
| 평균 강수일수 (≥ 0.1 mm)                                     | 18.8                                                         | 14.5                                                         | 12.0                                                         | 9.0                                                          | 8.6                                                          | 8.6                                                          | 12.0                                                         | 11.6                                                         | 10.6                                                         | 9.3                                                          | 13.1                                                         | 18.2                                                         | 146.3                                                        |
| 평균 강설일수                                                | 17.7                                                         | 13.2                                                         | 7.4                                                          | 1.0                                                          | 0.0                                                          | 0.0                                                          | 0.0                                                          | 0.0                                                          | 0.0                                                          | 0.1                                                          | 3.4                                                          | 13.1                                                         | 55.9                                                         |
| 평균 상대 습도 (%)                                           | 68.6                                                         | 68.4                                                         | 67.5                                                         | 67.2                                                         | 70.2                                                         | 79.6                                                         | 84.7                                                         | 83.4                                                         | 79.3                                                         | 71.4                                                         | 67.6                                                         | 67.3                                                         | 72.9                                                         |
| 평균 월간 일조시간                                           | 102.0                                                        | 118.1                                                        | 180.5                                                        | 216.5                                                        | 238.5                                                        | 185.5                                                        | 165.1                                                        | 176.6                                                        | 163.7                                                        | 178.8                                                        | 132.0                                                        | 104.1                                                        | 1,961.4                                                      |
| 출처: 기상청 (평년값: 1991년~2020년, 극값: 1938년~현재)      |                                                              |                                                              |                                                              |                                                              |                                                              |                                                              |                                                              |                                                              |                                                              |                                                              |                                                              |                                                              |                                                              |

## 해양보호구역
2014년 12월 26일 해양생태계 보전 및 관리에 관한 법률 제25조의 규정에 의하여 경상북도 울릉군 울릉도 주변해역을 해양보호구역으로 지정ㆍ고시하였다.
- 지정번호 : 해양수산부 해양보호구역 제10호
- 명 칭 : 울릉도 주변해역 해양보호구역(해양생태계)
- 지정 연월일 : 2014년 12월 29일
- 지정목적 : 울릉도 주변해역의 보호대상해양생물의 서식지ㆍ산란지를 보호하고, 산호, 해초 등 우수한 해저경관을 보전ㆍ관리
- 근거법령 : 해양생태계 보전 및 관리에 관한 법률 제25조
- 관리청 : 포항지방해양항만청
- 위치 및 면적
  - 행정구역 : 경상북도 울릉군 울릉읍·북면·서면 주변해역
  - 면 적 : 39.44km2
  - 경위도 좌표 : 관보[7] 참조
  - 도면 : 게재생략
- 관계도서의 열람 방법 : 관계도서는 경상북도 울릉군 해양수산과에 비치하여 열람 가능
- 어업권․광업권 등의 이용현황: 관보[7] 참조
- 보호구역내 주요자원 명칭·위치·범위 및 규모
  - 주요자원 명칭 : (무척추동물) 유착나무돌산호, 해송류, 축해면, 보라해면류, 보석말미잘, 섬유세닐말미잘, 부채뿔산호, (해조류) 미역, 감태, 외톨개모자반, 주름뼈대그물말, 사카이대마디말
  - 주요자원 위치․범위 및 규모 : 관보[7] 참조

## 죽변항에서 바라 본 울릉도의 모습

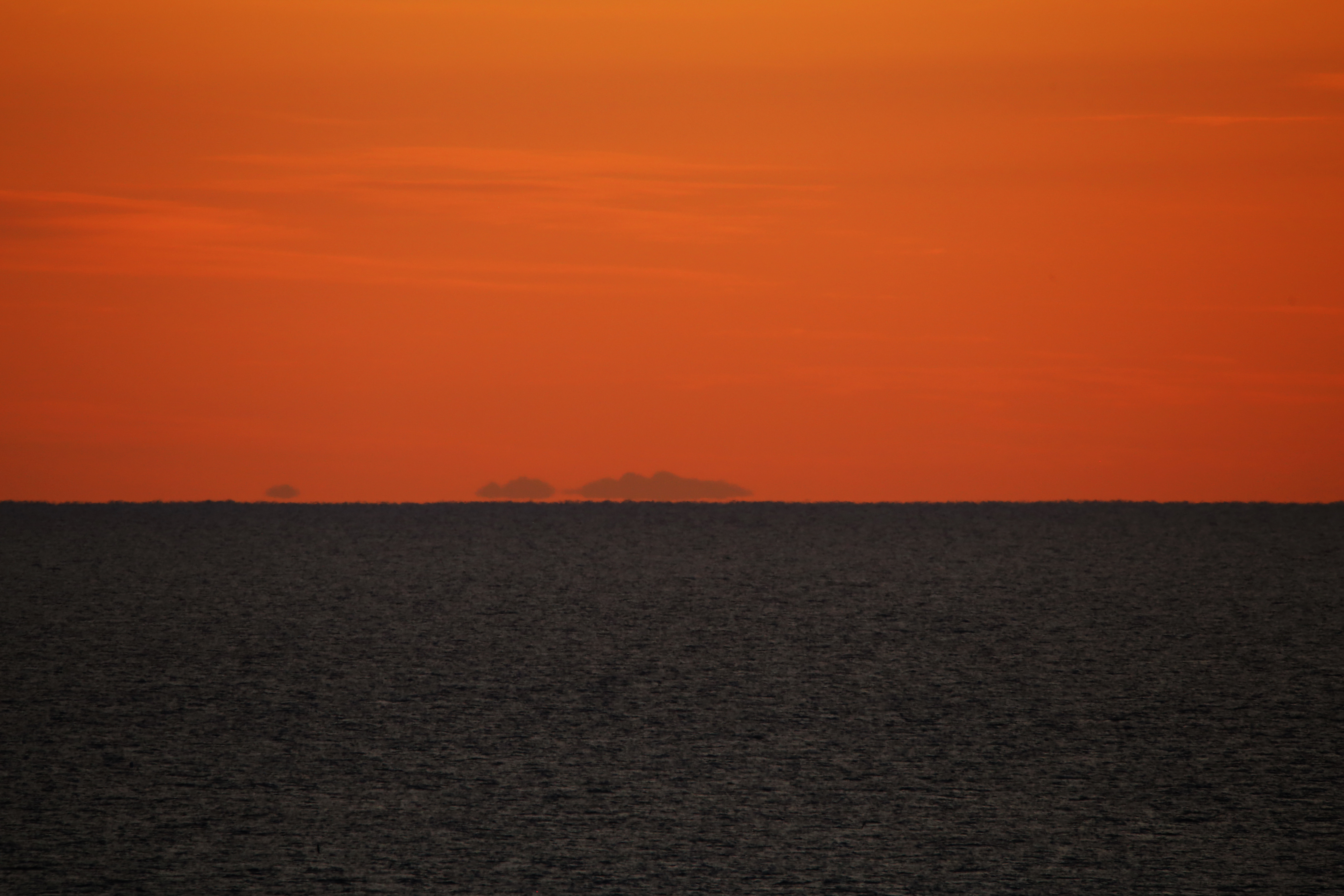
죽변항에서 촬영한 울릉도(2023. 10. 03. 07:20)

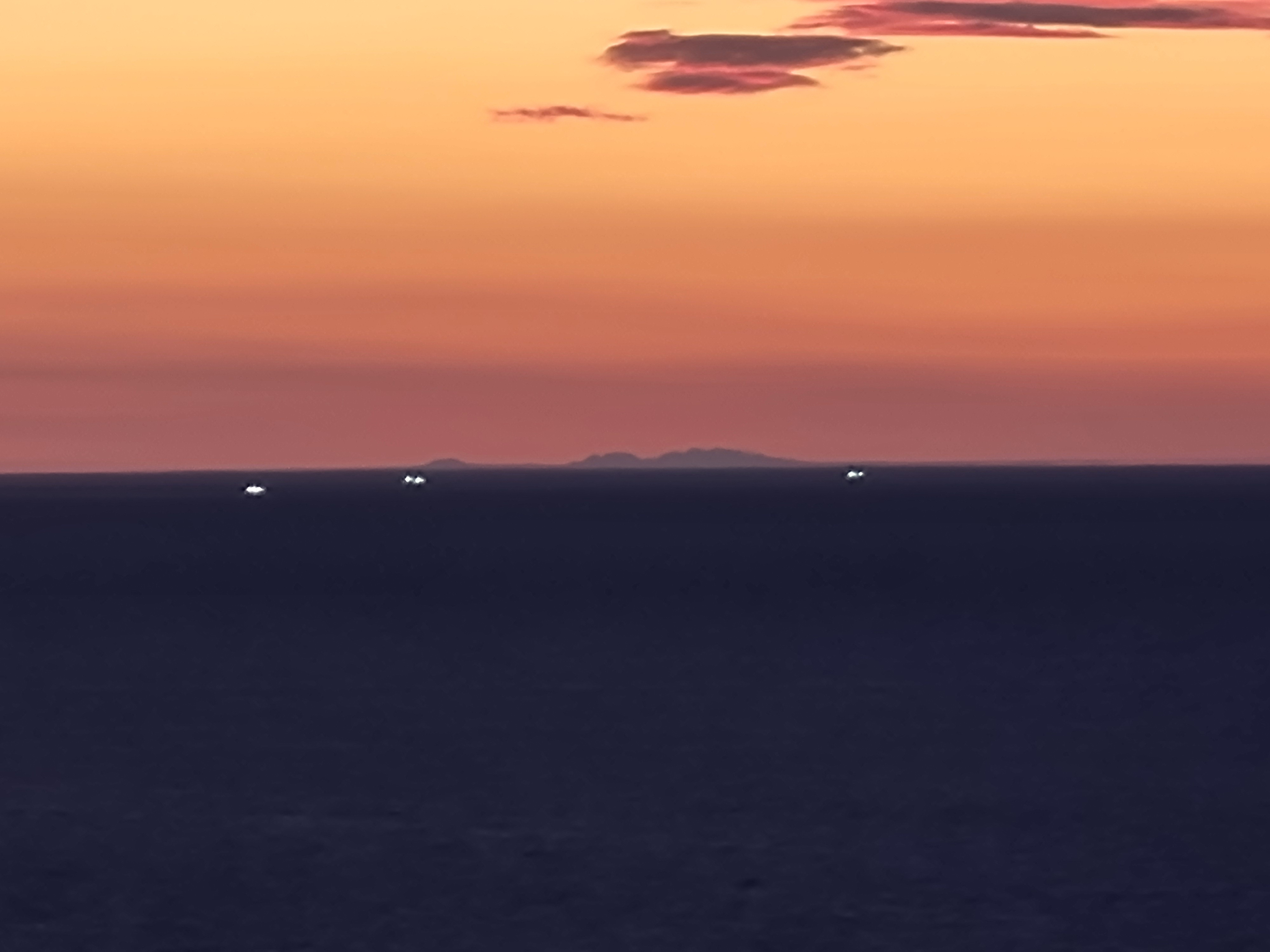
죽변항에서 촬영한 울릉도(2023. 07. 26. 05:08)

## 주변 섬

### 독도
울릉도의 남동쪽에 87.4km 떨어진 곳에 위치한 독도는 대한민국의 최동단에 위치한 외딴 섬으로, 독도는 동도와 서도를 중심으로 가재바위·구멍바위·지네바위 등의 34개의 돌섬과 암초들로 구성되어 있다. 동도에는 화산 분화구가 있고 절벽이 솟아 있어 배를 대기가 어렵다. 이 곳에는 독도를 지키는 경비대 외에 상주 주민은 거의 없다. 독도는 작은 바위섬에 불과하나 군사, 해양자원 관리, 해양 운항 등 다방면에서 중요한 가치를 지닌다.

## 관광

### 유적
- 고인돌 - 남서리, 저동리
- 고분군 - 현포리 (38기), 천부리 (3기), 남서리 (37기), 남양리 (2기), 태하리 (2기), 사리 (1기)

### 건축물 및 시설
1938년 울릉도 내륙의 해발고도 220m에 울릉도기상대가 설치되어 운영되고 있다.
- 울릉도 가볼만한 여행지

## 교통

### 일주 도로
일주 도로는 울릉도 둘레를 도는 도로로 총길이는 44.55 km이다. 이 도로는 1963년에 계획되었으며, 2001년 11월 13일까지 계획 구간 중 37.8 km가 완공되었다. 이후 지형에 따른 난공사와 예산의 문제 때문에 섬의 서북부 구간(섬목 ~ 내수전, 4,745 m)의 공사가 미뤄지다가, 2019년 3월 29일에 완전 개통되었다.
노선: 내수전 - 저동항 - 도동삼거리 - 울릉터널(340 m) - 장흥교 - 사동항 - 가두봉터널(35 m) - 통구미터널(142 m) - 남통터널(280 m) - 남양터널(96 m) - 남양피암터널(47 m) - 남서터널(10 m) - 구암터널(49 m) - 사태감터널(195 m) - 곰바위터널(59 m) - 수층교(135 m) - 수층터널(360 m) - 삼막터널(460 m) - 태하터널(280 m) - 현포령(풍력발전소) - 천부항 - 섬목터널(옛 관선터널, 77 m) - 섬목 - 와달리터널(1,955 m) - 내수전터널(1,527 m) - 내수전교 - 내수전

### 울릉공항
울릉공항은 울릉도 남단에 위치한 가두봉(194 m)을 깎아내고 가두봉 동북쪽에 위치한 사동항의 방파제 바깥쪽의 바다를 매립하여, 길이 1200 m×폭 30 m 규모의 활주로 1개와 여객터미널을 지을 계획인 공항이다. 울릉공항이 개항하면, 수도권에서 울릉도까지 8시간 걸리던 것이 비행기로 2시간 이내로 단축될 전망이다. 가두봉에서 골재를 채춰하며 일제시대에 만들어진 가두봉 등대는 영원히 사라진다.

### 울릉소방서
2026년 6월 준공이다.

### 항구
일제 강점기에는 울릉도에서 일본 돗토리현 사카이항, 울릉도에서 부산을 오가는 기선이 월 4회에서 5회 운항하였다.

## 대중 문화

### 드라마
- 외과의사 봉달희 - 울릉도에서 촬영을 진행한 부분이 있음.

### 가요
- 독도는 우리 땅 - 1절 가사에 '울릉도'가 들어가 있음.
- 울릉도 트위스트 - 이시스터즈 노래[21]

### 예능 프로그램
- 1박 2일 - 울릉도에 한때 촬영한 곳이 있음
- 정글의 법칙 - 독도와 묶어서 편성

### 교양 프로그램
- TV 동물농장 - 2012년 3~4월 당시 삽살개 독도와 지킴이에 관한 이야기를 다룬 바 있음
- 한국기행 - 울릉도에 소개된 적이 있음
- 영상앨범 산

## 같이 보기
- 독도
- 죽도 (울릉군)
- 관음도
- 울릉군
- 울도군
- 경상북도
- 한국의 섬
- 울릉공항
- 대경권
- HCN (방송사)

## 참고 문헌
- 김부식, 《삼국사기》, 고려 중기.
- 일연, 《삼국유사》, 고려 말.
- 《조선왕조실록》
- 고영구 외, 《잃어버린 30억년을 찾아서》, 전남대학교 출판부, 2003년.
- 「울릉도」, 《한국민족문화대백과》, 한국학중앙연구원
- 「울릉도고분군」, 《한국민족문화대백과》, 한국학중앙연구원